# Lageweg (Zuid-Holland)
Lageweg is een buurtschap in de Nederlandse provincie Zuid-Holland, behorend tot de gemeente Krimpenerwaard en liggend aan de oostoever van de Hollandse IJssel, tegenover de buurtschap Kortenoord (deel van de gemeente Zuidplas). Lageweg valt voor het postcodeboek en de BAG onder de formele woonplaats Ouderkerk aan den IJssel, maar heeft wel een aparte bebouwde kom met een eigen plaatsnaambord.
Tegelijkertijd vormt de Lageweg een korte verbindingsweg van de dijk tussen Gouderak in het noordoosten en Ouderkerk aan den IJssel in het zuiden, waardoor voor het wegverkeer een bocht van de Hollandse IJssel wordt afgesneden bij de buurtschap IJssellaan.

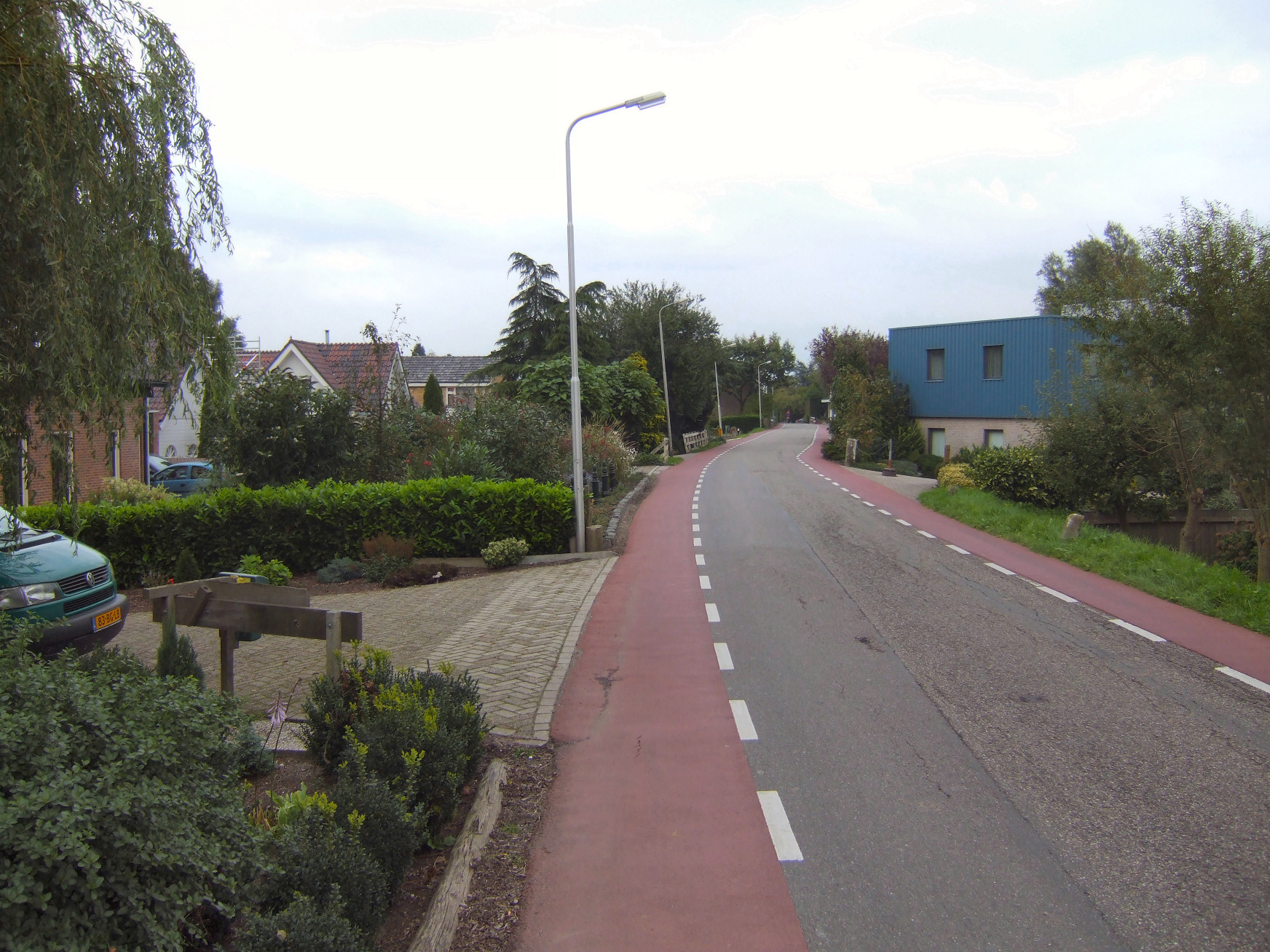
Een gedeelte van de Lageweg

## Geschiedenis
Tot en met 31 december 2014 was Lageweg onderdeel van de gemeente Ouderkerk. Op 1 januari 2015 ging de plaats samen met de gemeente op in de fusiegemeente Krimpenerwaard.
Hoofdplaats: Stolwijk    
Steden: Haastrecht · Schoonhoven

Dorpen: Ammerstol · Bergambacht · Berkenwoude · Gouderak · Krimpen aan de Lek · Lekkerkerk · Ouderkerk aan den IJssel · Vlist · Willige Langerak

Buurtschappen: Achterbroek · 't Beijersche · Beneden-Haastrecht · Benedenheul · Benedenberg · Benedenkerk · Bilwijk · Bonrepas · Bergstoep · Bovenberg · Boven-Haastrecht · Bovenstad/Steenplaats · Goudseweg · De Hem · Hoogedijk · IJssellaan · Kadijk · Koolwijk · Lageweg · Opperduit · Oudeland · Rozendaal · Schoonouwen · Schuwacht · Stein · Tussenlanen · 't Zwaantje · Zuidbroek

Zuid-Holland: Steden en dorpen    Nederland: Provincies · Gemeenten